# Kevin Lankford
Kevin Lankford (* 16. listopadu 1998) je americký profesionální fotbalista, který hraje na pozici křídelníka za německý klub Berliner FC Dynamo.

## Klubová kariéra
Lankford podepsal svou první profesionální smlouvu s Heidenheimem v roce 2017. Svůj profesionální debut za Heidenheim si odbyl 12. března 2017 při remíze 1:1 proti 1. FC Kaiserslautern v 2. Bundeslize.
Dne 29. ledna 2019 se Lankford připojil k FC St. Pauli, kde podepsal smlouvu do června 2022.
Dne 25. července 2023 se Lankford připojil k Orange County SC na hostování do konce roku 2023 s opcí na koupi.
Dne 31. ledna 2024 podepsal Lankford smlouvu s Kickers Offenbach.

## Reprezentační kariéra
Lankford debutoval v reprezentaci Spojených států do 19 let proti Venezuele na turnaji COTIF 2016, když nastoupil v 56. minutě jako náhradník.